# Сальмьеш
Сальмье́ш (фр. Salmiech, окс. Saumièg) — коммуна во Франции, находится в регионе Окситания. Департамент — Аверон. Входит в состав кантона Кассань-Бегоне. Округ коммуны — Родез.
Код INSEE коммуны — 12255.
Коммуна расположена приблизительно в 520 км к югу от Парижа, в 115 км северо-восточнее Тулузы, в 19 км к югу от Родеза.

## Население
Население коммуны на 2008 год составляло 711 человек.
| 1962 | 1968 | 1975 | 1982 | 1990 | 1999 | 2008 |
| ---- | ---- | ---- | ---- | ---- | ---- | ---- |
| 920  | 951  | 864  | 741  | 671  | 728  | 711  |

## Администрация
| Период | Период | Фамилия       | Партия | Должность |
| ------ | ------ | ------------- | ------ | --------- |
| 1956   | 1989   | Анри Жодон    |        |           |
| 1989   | 2001   | Пьер Тула     |        |           |
| 2001   | 2008   | Пьер Барро    |        |           |
| 2008   |        | Жан-Поль Лаби |        |           |

## Экономика
В 2007 году среди 384 человек в трудоспособном возрасте (15—64 лет) 289 были экономически активными, 95 — неактивными (показатель активности — 75,3 %, в 1999 году было 71,1 %). Из 289 активных работали 279 человек (159 мужчин и 120 женщин), безработных было 10 (3 мужчин и 7 женщин). Среди 95 неактивных 23 человека были учениками или студентами, 33 — пенсионерами, 39 были неактивными по другим причинам.

## Фотогалерея

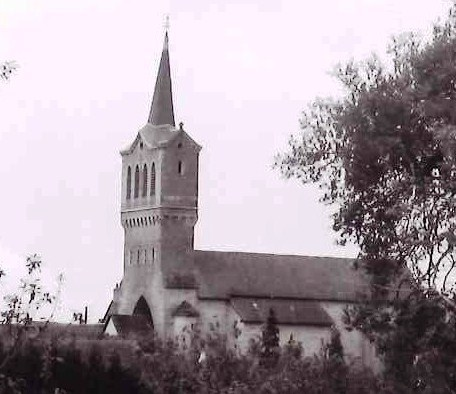
Церковь Карснак-Сальмьеш
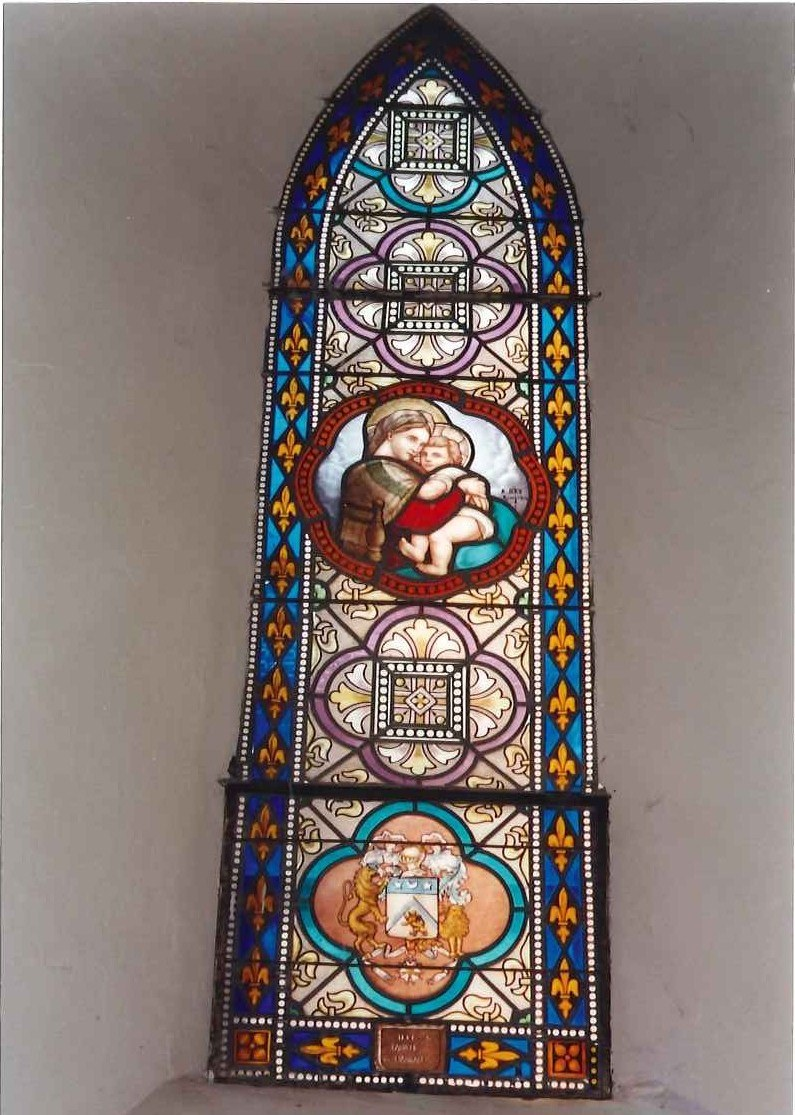
Витраж церкви Карснак-Сальмьеш
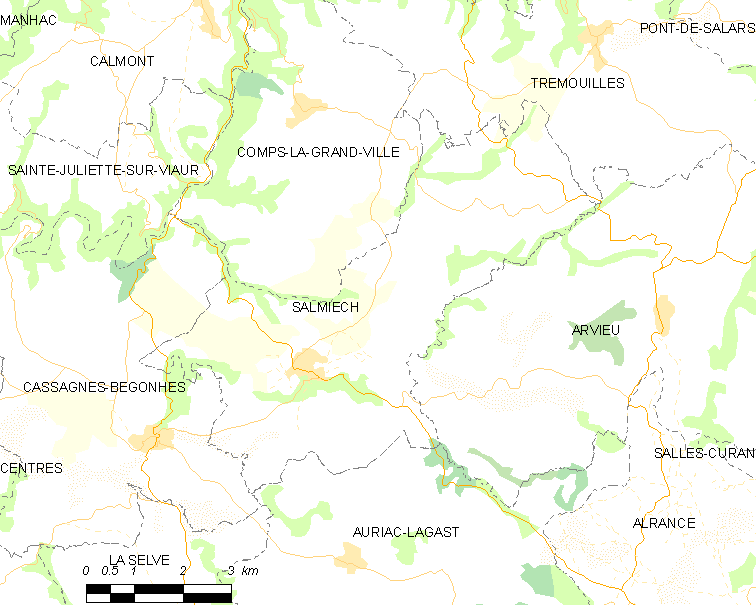
Карта коммуны